# Vörösmarty Mihály Gimnázium (Budapest)
A budapesti Vörösmarty Mihály Gimnázium a főváros egyik nagy múltú, híres középiskolája. Józsefvárosban, a Horánszky utca 11. szám alatt található.

## Története
Az intézményt Pest szabad királyi város törvényhatósága alapította, s működését az 1871/1872-es tanévtől kezdte meg. Hivatalos elnevezése szerint az idők során volt alreáltanoda, főreáltanoda, főreáliskola, reálgimnázium, gimnázium és általános gimnázium is. Az iskola helye a magyar oktatás rendszerében alapításától mindmáig: középiskola, iskolatípusa 1871–1935 között reáliskola, 1935-től gimnázium.
Épülete 1873-1874-ben épült, tervezője Diescher József volt.
Az intézményből vált ki 1907-ben a X. kerületi Állami Főgimnázium, a mai Szent László Gimnázium.
A gimnázium mai nevét fennállásának 50. évfordulóján, 1921-ben vette fel.
Ez volt az egykori Józsefvárosi Reálgimnázium, ahová A Pál utcai fiúk című regény vörösingesei is jártak.
2023. szeptember 1-én a gimnázium tanárai nyilatkozatot tettek közzé, amiben kijelentették, hogy „minden külső kényszer ellenére megőrizzük iskolánkat olyannak, amilyennek megismertük és megszerettük.

## Híres diákjai

### A műszaki tudományok terén
- Jendrassik György
- Mihály Dénes
- Pfeifer Ignác
- Régi-Rerrich Béla
- Ulbrich Hugó

### Az orvostudományban
- Hangody László
- Jendrassik Loránd
- Schaffer Károly

### A szépirodalomban
- Gábor Andor
- Harsányi Kálmán
- Hidas Antal
- Karinthy Frigyes

=== Más művészetek terén ===
- Bereményi Géza
- Birinyi József
- Blahó Gergely
- Bodrogi Gyula
- Darnyik Szilvia
- Ember Márk
- Farkas Dénes
- Fábián Éva
- Gáspár András
- Gáti József
- Gáti Oszkár
- Gera Marina
- Germanus Gyula
- Gulácsy Lajos
- Gyulás Pál
- Hegedűs István
- Janovics Jenő
- Kaján Tibor
- Kelemen Béla
- Kolnai Kovács Gergely
- Kútvölgyi Erzsébet
- Lakatos Erika
- Latabár Árpád
- Latabár Kálmán
- Molnár Áron
- Novák Ferenc
- Pálmai Anna
- Giorgio Pressburger (Pressburger György)[5]
- Sára Sándor
- Söptei Andrea
- Stohl András
- Sződy Szilárd
- Szokol Vilibáld
- Szűcs Gábor
- Varga Lili
- Varga Győző

### A sport terén
- Béres Alexandra
- Cseh László
- Egerszegi Krisztina
- Jászapáti Petra
- Kotsis Edina
- Kovács Ágnes
- Létay Krisztián
- Marosi Ádám
- Mincza Ildikó
- Mohamed Aida
- Nagy Adrienn
- Papp Krisztina
- Regőczy Krisztina
- Sallay András
- Szász Emese
- Szikszay Réka
- Teveli Petra

## Híres tanárai
- Asbóth Oszkár
- Bánóczi József
- Baróti Lajos
- Bayer József
- Birkás Géza
- Böhm János
- Deutsch Zoltán
- Erádi Harrach Béla
- Felsmann József
- Gerlóczy József
- Gragger Róbert
- Hoitsy Pál
- Horváth Cirill József
- Jókai Anna
- Józsa Kornél
- K. Jónás Ödön
- Kerényi Dénes
- Kohn Sámuel
- Kopp Lajos
- Kuzsinszky Bálint
- Markovits Iván
- Patthy Károly
- Pálmai Kálmán
- Péterfy Jenő
- Pósa Lajos
- Simonyi Zsigmond
- Szőnyi László Gyula
- Thienemann Tivadar
- Toborffy Zoltán
- Trikál József
- Zolnai Béla
- Zubriczky Aladár